# Chrysler Technology Center
El Chrysler Technology Center (CTC, Centro de Tecnología Chrysler) es un centro de innovación, investigación y desarrollo construido por Chrysler Corporation en la década de los años 80 e inaugurado en 1991. Se encuentra situado en el complejo de Chrysler Auburn Hills, Míchigan, Estados Unidos. Actualmente es propiedad de Fiat Chrysler Automobiles.

## Historia
Antes de la apertura del Chrysler Technology Center, Chrysler Corporation tenía sus departamentos de investigación y desarrollo dispersos por varios edificios y fábricas generando ineficiencias y dificultades en la comunicación entre los diferentes departamentos. En la década de los años 80 se idea construir un complejo único que unifique todos las áreas técnicas y corporativas de la empresa en un solo edificio. El terreno elegido fue una parcela de más de 2.000.000 metros cuadrados en Auburn Hills, Míchigan, a casi 50 metros al Norte de Detroit. La firma de arquitectura seleccionada para todo el complejo fue Smith, Hinchman & Grylls, con la que el grupo automovilístico colaborada ya desde sus inicios en los años 20. Las obras de construcción dieron comienzo en 1986 y el centro fue inaugurado en 1991. En el complejo de Chrysler Auburn Hills también se encuentra la torre de oficinas corporativas, el Museo Walter P. Chrysler, diversos servicio y amplias áreas de ocio y zonas verdes. Desde 2014 y después de la integración de Chrysler Group LLC en Fiat S.p.A., el centro es propiedad de Fiat Chrysler Automobiles. En el trabajan más de 9.000 empleados.

## Descripción
El edificio principal, integrado en el complejo de Chrysler Auburn Hills, cuenta con una estructura en forma de aspa y su interior es diáfano. En él trabajan los equipos técnicos formados por profesionales de distintos departamentos. 

### Los estudios de diseño
El centro tecnológico dispone de ocho estudios de diseño.

### Los laboratorios científicos
Entre otros cuentan un centro de calidad, varias zonas para pruebas de motores con laboratorios de ruido y de vibración, instalaciones para comprobar la compatibilidad electromagnética, un simulador climático, un laboratorio de emisiones y un túnel de viento aeroacústico de 37,5 millones de dólares construido en 2010 que permite alcanzar velocidades de 250 kilómetros por hora para analizar las características aerodinámicas y aeroacústicas de los productos del grupo.

### La planta piloto
La planta piloto tiene 15.800 m² de superficie. Estas instalaciones permiten fabricar y montar prototipos y vehículos de prueba completamente equipados y plenamente funcionales antes de que comience la producción en serie en la factoría. Esto permite comprobar la viabilidad técnica de las herramientas, moldes y procesos de producción e identificar y eliminar posibles problemas en relación con el proceso productivo antes de poner en marcha la producción en las fábricas del grupo. Al encontrarse anexa a las oficinas de los equipos de producto facilita a los ingenieros comprobar el resultado de su trabajo directamente en la línea de montaje piloto. Del mismo modo, los equipos de producción de las fábricas acuden a la planta piloto para recibir formación sobre el proceso de producción de los nuevos modelos.

### La pista de pruebas
El complejo incluye una pista de pruebas de 2,9 kilómetros de longitud.